# Förenade kristdemokratiska partiet
Förenade kristdemokratiska partiet (United Christian Democratic Party, UCDP) är ett politiskt parti i Sydafrika, som före 1994 var verksamt i hemlandet Bophuthatswana under namnet Bophuthatswana National Party. Partiet hämtar nästan allt sitt stöd från Nordvästprovinsen. 
Grundare är Lucas Mangope som tidigare var ledare för hemlandet. Vid apartheids fall bytte han namn på partiet och ställde upp i de nationella valen. 
UCDP blev största oppositionsparti i Nordvästprovinsen i det allmänna valet 1999 och utmanade ANC hårt i kampen om kontrollen över provinshuvudstaden Mafikeng i kommunvalen 2000. Efter 2004 tappade partiet mark och förlorade sedan sin ställning som största oppositionsparti till Congress of the People i valet 2009.
På senare år har UCDP i princip kollapsat. I kommunvalet 2011 tappade partiet sin ställning som största oppositionsparti i Mafikeng till Democratic Alliance, som gjorde stora inbrytningar i dess väljarkår. I valet 2014 gick samtliga mandat förlorade, både i nationalförsamlingen och provinsparlamentet i Nordväst.

## Valresultat i de nationella parlamentsvalen
| Valår | Procent | Mandat |
| ----- | ------- | ------ |
| 1999  | 0,78%   | 3      |
| 2004  | 0,75%   | 3      |
| 2009  | 0,37%   | 2      |
| 2014  | 0,12%   | 0      |

Enligt en undersökning utförd 2003 av Human Sciences Research Council är 85 % av UCDP:s väljare kvinnor. 